# Ameles nana
Ameles nana är en bönsyrseart som beskrevs av Toussaint de Charpentier 1825. Ameles nana ingår i släktet Ameles och familjen Mantidae. Inga underarter finns listade i Catalogue of Life.